# 跪いて足をお嘗め
「跪いて足をお嘗め」（ひざまずいてあしをおなめ）は、ALI PROJECTの楽曲。宝野アリカが作詞、片倉三起也が作曲を手掛けた。ALI PROJECTの20枚目のシングルとして2007年6月13日にLantisから発売された。

## 概要
ALI PROJECT22作目のシングルは、TBS制作による光永康則原作の作品テレビアニメ『怪物王女』エンディング主題歌に起用。また本作はシングル『聖少女領域』同様にオリコンのデイリーランキング初登場第6位にランクインした。
楽曲の内容に関してはボーカルと作詞を担当している宝野アリカのインタビューの際に、当初は控えめな楽曲を提供しようとしたが、登場人物の一人であるヒロイン「姫（リリアーヌ）」がチェーンソーなどの工具を武器としていることや、作品の世界観がハードだったことを受け、作品に合わせハードな歌詞にしたと答えている。タイトルや歌詞の内容は一見過激に思えるが、宝野アリカ本人によると詞の中には隠された純粋な思いを込めていると語り、タイトル案は当初『跪いて足をお嘗め』の他に『女王様とお呼びなさい』などストレートなタイトルがあったが、『跪いて足をお嘗め』の方が詞の世界観が広がると思い決定したと言っている。
ジャケットでは宝野アリカは濃いめのメイクをして、衣裳はボンデージに身を包み縄で縛られている写真であるが、メイクに関しては、宝野が好きだと公言してる画家金子國義の描く女性の様なメイクをしていると語る。宝野アリカ曰く「初体験の○○」（おそらく緊縛のことかと推測される）と語っている。また今回『怪物王女』のスタッフにメンバーの一人、片倉三起也が音楽制作として参加している。
2010年1月13日に発売されたベストアルバム『La Vita Romantica』の初回限定版に付属したDVDには、撮り下ろしのPVが収録されている。

## 収録曲
1. 跪いて足をお嘗め [4:13]
2. 最愛なる魔王さま [4:23]
  - AメロにMiguel Manzanoの『Spanish Preludes Nostalgic Song』が引用されている。
3. 跪いて足をお嘗め（instrumental）
4. 最愛なる魔王さま（instrumental）

- 作詞 / 宝野アリカ（全曲）
- 作曲・編曲 / 片倉三起也（全曲）